# Delphinium ninglangshanicum
Delphinium ninglangshanicum är en ranunkelväxtart som beskrevs av Wen Tsai Wang. Delphinium ninglangshanicum ingår i släktet storriddarsporrar, och familjen ranunkelväxter. Inga underarter finns listade i Catalogue of Life.